# 150 West Jefferson
El 150 West Jefferson es un rascacielos en el Downtown de Detroit, Míchigan. La construcción comenzó en 1987 y terminó en 1989. Con 26 pisos y 138 metros de altura, es el décimo edificio más alto de la ciudad. Está en Distrito Financiero, entre las calles Shelby y Griswold, y entre la avenida West Jefferson y la calle Larned.
Miller, Canfield, Paddock & Stone, con sede en Detroit, uno de los bufetes de abogados más grandes del país, ocupa los pisos superiores. También KPMG y Amazon tienen oficinas en 150 West Jefferson.
REDICO, una empresa de bienes raíces comerciales con sede en Southfield, compró el edificio en julio de 2016.

## Arquitectura
Los principales materiales exteriores del edificio incluyen vidrio, granito y hormigón en un diseño arquitectónico posmoderno. Se utiliza principalmente como torre de oficinas, con un estacionamiento, restaurante y oficinas comerciales en su interior. El 150 West Jefferson reemplazó al edificio de la Bolsa de Valores de Detroit. Parte de la fachada del antiguo edificio se conservó e incorporó a la decoración interior y exterior. 
Se eleva 138,68 m desde su entrada principal en la avenida West Jefferson. La entrada trasera del podio en Larned Street en realidad se encuentra un poco más abajo. Cuatro astas de bandera, cada una de 9 m de altura, están ubicadas en cada esquina del parte superior del techo inclinado. Cada uno muestra una bandera estadounidense, los cuatro se pueden ver al otro lado del río en la ciudad de Windsor, al sur de la provincia de Ontario (Canadá).
Está conectado con el resto del Downtown mediante la estación Financial District del sistema Detroit People Mover, que se encuentra en la calle Larned y a la cual tiene acceso directo.